# Georg Zacharias
Georg Albert Zacharias (Berlino, 14 giugno 1884 – Berlino, 31 luglio 1953) è stato un nuotatore tedesco.
Partecipò alle gare di nuoto della III Olimpiade di St. Louis del 1904 e vinse due medaglie olimpiche.
Arrivò terzo nella gara, dominata dai nuotatori tedeschi, delle 100 iarde dorso, vincendo la medaglia di bronzo. Vinse poi la gara delle 440 iarde rana, battendo il connazionale Walter Brack per soli cinque metri di distacco, nuotando in 7'23"6.